# César Carignano
César Andrés Carignano (Freyre, Córdoba, Argentina, 28 de septiembre de 1982) es un exfutbolista argentino. Jugaba como delantero.

## Trayectoria

### Inicios, su debut en Colón de Santa Fe
Realizó las inferiores en 9 de Julio de Freyre. Debutó profesionalmente en el club Colón, en el año 2001. En el conjunto "sabalero", marcó 27 goles en 77 partidos en el torneo local, además de un par en la Copa Sudamericana de 2003. Gracias a ello se convirtió en una de las grandes promesas del fútbol argentino, al punto que fue convocado en tres ocasiones por el técnico Marcelo Bielsa para formar parte de la Selección Argentina.

### Primera etapa en el FC Basel de Suiza
Al final de la temporada 2003/2004 fue transferido al FC Basel suizo, pese a un fuerte interés de Boca Juniors. Fue transferido en 1,8 millones de euros que le quedaron al club santafesino.
En la entidad helvética jugó tan sólo 30 partidos y marcó 9 goles, incluidos 2 por Copa UEFA. Saturado por un par de temporadas perseguido por las lesiones originadas en una rebelde pubialgia decidió probar suerte en el fútbol mexicano, más precisamente en el Club América.

### Breve paso por México y los regresos a Suiza y Argentina
En las "Águilas" lo adquirieron únicamente para disputar la Copa Libertadores 2007, pero al no poder recuperarse totalmente de sus lesiones tuvo que marcharse sin jugar siquiera un partido, debido a una cláusula en su contrato. Es considerado uno de los peores fichajes del América de México 
De tal manera, volvió al FC Basel sin mucha suerte y, tras quedar libre, retornó a Colón para disputar el Torneo Clausura 2008 y luego pasar a Independiente Rivadavia para jugar en el 2009, marcando 2 goles en su paso por el club. En busca de mayor continuidad fue transferido al Club Ferro Carril Oeste de Argentina, donde en su primera temporada en el club logró marcar 6 tantos, aunque el logro más importante para él fue el de poder recuperar la continuidad, logrando disputar más de 30 partidos.

### Ascenso con Rafaela
Llega a Atlético Rafaela para la temporada 2010-2011. Marca un total de 21 goles, siendo el goleador del campeonato del Nacional B de Argentina. El 21 de mayo de 2011, logra ascender al equipo de Rafaela a la Primera División del fútbol argentino. El 12 de junio de 2011, día histórico de su carrera, marcó 4 goles en la victoria de Atlético Rafaela 6 a 0 sobre Gimnasia de Jujuy. Luego de una exitosa campaña con el Rafaela, recaló en Universidad Católica, para reemplazar a su compatriota Lucas Pratto.

### Universidad Católica
El 30 de junio de 2011 es anunciado como nuevo refuerzo de la Universidad Católica de la Primera División de Chile.
Debutó oficialmente el 30 de julio de 2011 frente a Municipal Iquique convirtiendo el primer tanto de la goleada 4-1 que propinó la UC en una extraña jornada marcada por la nieve que cayó en San Carlos de Apoquindo, con algo de suerte eludió al arquero iquiqueño y definió sólo frente al arco confirmando su rótulo de goleador.

### Vuelta a Atlético de Rafaela
En diciembre del 2011, Carignano firmó como primer refuerzo del conjunto de la ciudad de Rafaela, con el objetivo de pelear la permanencia en la primera división del fútbol argentino.Sus goles aparecieron en la recta final del torneo, convirtiéndolo así en una pieza fundamental en el equipo y logrando el objetivo de permanencia.

### Carignano pasa a Patronato de Paraná
A principios de febrero del 2013, Carignano firma sorpresivamente contrato con Patronato de Paraná debido a que en el club de Rafaela no era considerado uno de los delanteros de primera opción por el entrenador Jorge Burruchaga.

### Una nueva etapa, cerca de casa: Sportivo Belgrano de San Francisco
Tras no ser tenido en cuenta por el nuevo entrenador de Patronato de Paraná, Carlos Marcelo Fuentes, se vincula contractualmente al equipo cordobés, vecino a su pueblo natal, para disputar el Torneo de Transición de la B Nacional.

### Su gol número 100
El domingo 5 de octubre de 2014, frente a Unión de Santa Fe, en el estadio 15 de Abril de dicha ciudad, consigue la anotación número 100 de su carrera profesional.

### Club Atlético Pilar
Cesar Carignano llegó a Pilar (Sta Fe.) para reforzar el atque del equipo y aportar olfato goleador a un equipo que venia necesitando un "nueve" con jerarquía. En su debut marcó los dos goles del triunfo por 2 a 0 frente al "valesano" Libertad de San Jerónimo Norte. Fue campeón de la Liga y clasificó a la Copa Santa Fe 2017.

### Actualidad
Desde hace un año trabaja en LT 10 junto a Fabián Mazzi y en Santo Tomé junto a Eduardo González Riaño están en televisión y en la Web de LT 10 tiene su columna deportiva.
Recientemente ha publicado 2 libros; Su autobiografía denominada "Andando" y "Cañito vale doble".

## Estadísticas
- Actualizado el 26 de abril de 2015.[7]

| Equipo                        | Temporada           | Liga  | Liga  | Copas nacionales | Copas nacionales | Copas internacionales | Copas internacionales | Total | Total |
| Equipo                        | Temporada           | Part. | Goles | Part.            | Goles            | Part.                 | Goles                 | Part. | Goles |
| ----------------------------- | ------------------- | ----- | ----- | ---------------- | ---------------- | --------------------- | --------------------- | ----- | ----- |
| Colón Argentina               | 2000-01             | 3     | 0     | -                | -                | -                     | -                     | 3     | 0     |
| Colón Argentina               | 2001-02             | 10    | 5     | -                | -                | -                     | -                     | 10    | 5     |
| Colón Argentina               | 2002-03             | 35    | 15    | -                | -                | -                     | -                     | 35    | 15    |
| Colón Argentina               | 2003-04             | 31    | 7     | -                | -                | 4                     | 2                     | 35    | 9     |
| Basel · Suiza                 | 2004-05             | 18    | 7     | -                | -                | 9                     | 2                     | 27    | 9     |
| Basel · Suiza                 | 2005-06             | 3     | 0     | -                | -                | 0                     | 0                     | 3     | 0     |
| Basel · Suiza                 | 2006-07             | 0     | 0     | -                | -                | -                     | -                     | 0     | 0     |
| Basel · Suiza                 | Total               | 21    | 7     | -                | -                | 9                     | 2                     | 30    | 9     |
| América · México              | 2006-07             | 0     | 0     | -                | -                | -                     | -                     | 0     | 0     |
| América · México              | Total               | 0     | 0     | -                | -                | -                     | -                     | 0     | 0     |
| Colón Argentina               | 2007-08             | 7     | 0     | -                | -                | -                     | -                     | 7     | 0     |
| Colón Argentina               | 2008-09             | 0     | 0     | -                | -                | -                     | -                     | 0     | 0     |
| Colón Argentina               | Total               | 86    | 27    | -                | -                | 4                     | 2                     | 90    | 29    |
| Ind. Rivadavia Argentina      | 2008-09             | 18    | 2     | -                | -                | -                     | -                     | 18    | 2     |
| Ind. Rivadavia Argentina      | Total               | 18    | 2     | -                | -                | -                     | -                     | 18    | 2     |
| Ferro Carril Oeste Argentina  | 2009-10             | 34    | 6     | -                | -                | -                     | -                     | 34    | 6     |
| Ferro Carril Oeste Argentina  | Total               | 34    | 6     | -                | -                | -                     | -                     | 34    | 6     |
| Atlético de Rafaela Argentina | 2010-11             | 37    | 21    | -                | -                | -                     | -                     | 37    | 21    |
| Atlético de Rafaela Argentina | 2011-12             | 17    | 3     | -                | -                | -                     | -                     | 17    | 3     |
| Atlético de Rafaela Argentina | 2012-13             | 19    | 5     | -                | -                | -                     | -                     | 19    | 5     |
| Atlético de Rafaela Argentina | Total               | 73    | 29    | -                | -                | -                     | -                     | 73    | 29    |
| Universidad Católica · Chile  | 2011                | 14    | 6     | 2                | 1                | 4                     | 2                     | 20    | 9     |
| Universidad Católica · Chile  | Total               | 14    | 6     | 2                | 1                | 4                     | 2                     | 20    | 9     |
| Patronato Argentina           | 2012-13             | 18    | 4     | -                | -                | -                     | -                     | 18    | 4     |
| Patronato Argentina           | 2013-14             | 34    | 9     | 1                | 0                | -                     | -                     | 35    | 9     |
| Patronato Argentina           | Total               | 52    | 13    | 1                | 0                | -                     | -                     | 53    | 13    |
| Sportivo Belgrano Argentina   | 2014-15             | 15    | 3     | -                | -                | -                     | -                     | 15    | 3     |
| Sportivo Belgrano Argentina   | 2015                | 6     | 0     | -                | -                | -                     | -                     | 6     | 0     |
| Sportivo Belgrano Argentina   | Total               | 21    | 3     | -                | -                | -                     | -                     | 21    | 3     |
| Total en su carrera           | Total en su carrera | 320   | 93    | 3                | 1                | 16                    | 6                     | 339   | 100   |

## Palmarés

### Campeonatos nacionales
| Título             | Club                 | País      | Año       |
| ------------------ | -------------------- | --------- | --------- |
| Super Liga Suiza   | FC Basel             | Suiza     | 2004/2005 |
| Primera B Nacional | Atlético de Rafaela  | Argentina | 2010/2011 |
| Copa Chile         | Universidad Católica | Chile     | 2011      |

### Campeonatos Amateur
| Título                | Club           | País      | Año  |
| --------------------- | -------------- | --------- | ---- |
| Liga Esperancina 2016 | Atlético Pilar | Argentina | 2016 |

### Distinciones individuales
| Distinción                                          | Año     |
| --------------------------------------------------- | ------- |
| Máximo goleador de la Primera B Nacional (21 goles) | 2010-11 |

## Obras
- Nefrología e Hipertensión Arterial (1988). Santiago: Publicaciones Técnicas Mediterráneo. ISBN 956-220-0174.